# Азуейра
Азуейра (порт. Azueira; МФА: [ɐ.zu.ˈɐj.ɾɐ]) — парафія в Португалії, у муніципалітеті Мафра. Розташована в західній частині країни, на теренах історичної португальської провінції Ештремадура. Входить до складу округу Лісабон. За адміністративним поділом, чинним до 1976 року, терени парафії були складовою провінції Ештремадура. Належить до Лісабонського патріархату Католицької церкви. Патрон — святий Петро. Площа — 15,1791 км². Населення — 3164 ос. (2011). Слабо урбанізований регіон. Густота населення — 208,44 осіб/км²
. Код — 110901.

## Населення
| Кількість мешканців | Кількість мешканців | Кількість мешканців | Кількість мешканців | Кількість мешканців | Кількість мешканців | Кількість мешканців | Кількість мешканців | Кількість мешканців | Кількість мешканців | Кількість мешканців | Кількість мешканців | Кількість мешканців | Кількість мешканців | Кількість мешканців |
| ------------------- | ------------------- | ------------------- | ------------------- | ------------------- | ------------------- | ------------------- | ------------------- | ------------------- | ------------------- | ------------------- | ------------------- | ------------------- | ------------------- | ------------------- |
| 1864                | 1878                | 1890                | 1900                | 1911                | 1920                | 1930                | 1940                | 1950                | 1960                | 1970                | 1981                | 1991                | 2001                | 2011                |
| 1 895               | 1 896               | 1 996               | 1 792               | 2 228               | 2 252               | 2 449               | 2 490               | 2 776               | 2 682               | 2 345               | 2 819               | 2 535               | 2 877               | 3 164               |